# Афродизиас
Афродизиас (тур. Afrodisias) — древнегреческий эллинистический город в исторической области Кария, Анатолия, Турция. В 2017 году был включён в список объектов Всемирного наследия ЮНЕСКО.

## История

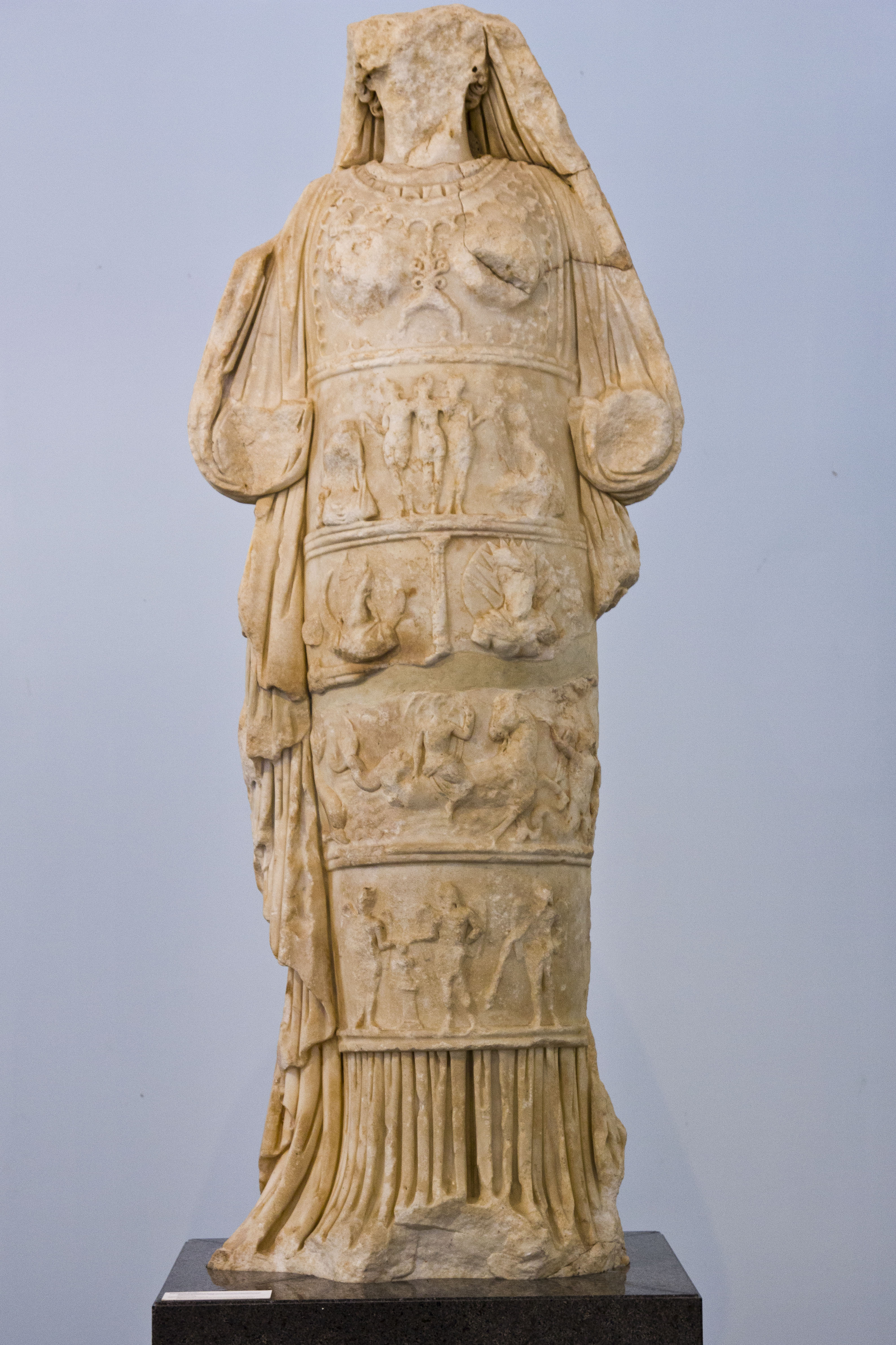
Афродита Афродисийская

Город получил название Афродисиада (др.-греч. Ἀφροδισιάς, Afrodisiás, лат. Aphrodisias) в честь греческой богини любви Афродиты, которая имела здесь своё уникальное культовое изображение — Афродита Афродисийская (Aphrodite of Aphrodisias). Согласно словарю Суда, до того как город стал называться Афродисиадой, у него было три предыдущих названия — город лелегов (др.-греч. Λελέγων πόλις), Мегала (др.-греч. Μεγάλη πόλις) и Ниноя (др.-греч. Νινόη) (греч.).
Афродисиада была столицей региона, входящего в римскую провинцию Кария.
Здесь добывался белый и сине-серый карийский мрамор, который использовался для строительства фасадов зданий и скульптур. Мраморные скульптуры из Афродисиады были известны во всём римском мире. В городе находились школы скульптуры, а также философии; он оставался центром язычества до конца V века. Когда в начале VII века город был разрушен землетрясением, он после этого не восстановил своего прежнего значения, превратившись в небольшое укреплённое поселение.
Византийский город был разграблен мятежником Феодором Мангафасом в 1188 году, а затем турками-сельджуками в 1197 году. В конце XIII века Афродисиада окончательно перешла под контроль турок. В настоящее время древний город известен под латинизированным названием Афродизиас; находится в Турецкой республике недалеко от селения Гейр, примерно в 230 км к юго-востоку от Измира.

## Известные здания и сооружения
Самой известной достопримечательностью является храм Афродиты в Святилище Афродиты в Афродизиасе. Здесь было обнаружено много полноразмерных статуй в области агоры, а также саркофаги, чаще всего украшенные узорами, состоящими из гирлянд и колонн.
Монументальные ворота (арка), или тетрапилон, ведущие с севера на юг от главной улицы города к большой площадке перед храмом Афродиты.
Административное здание булевтерия, или одеон (его вместимость составляла примерно 1750 человек), находилось на северной стороне агоры.
Также представляют ценность здания Августеума и стадиона.

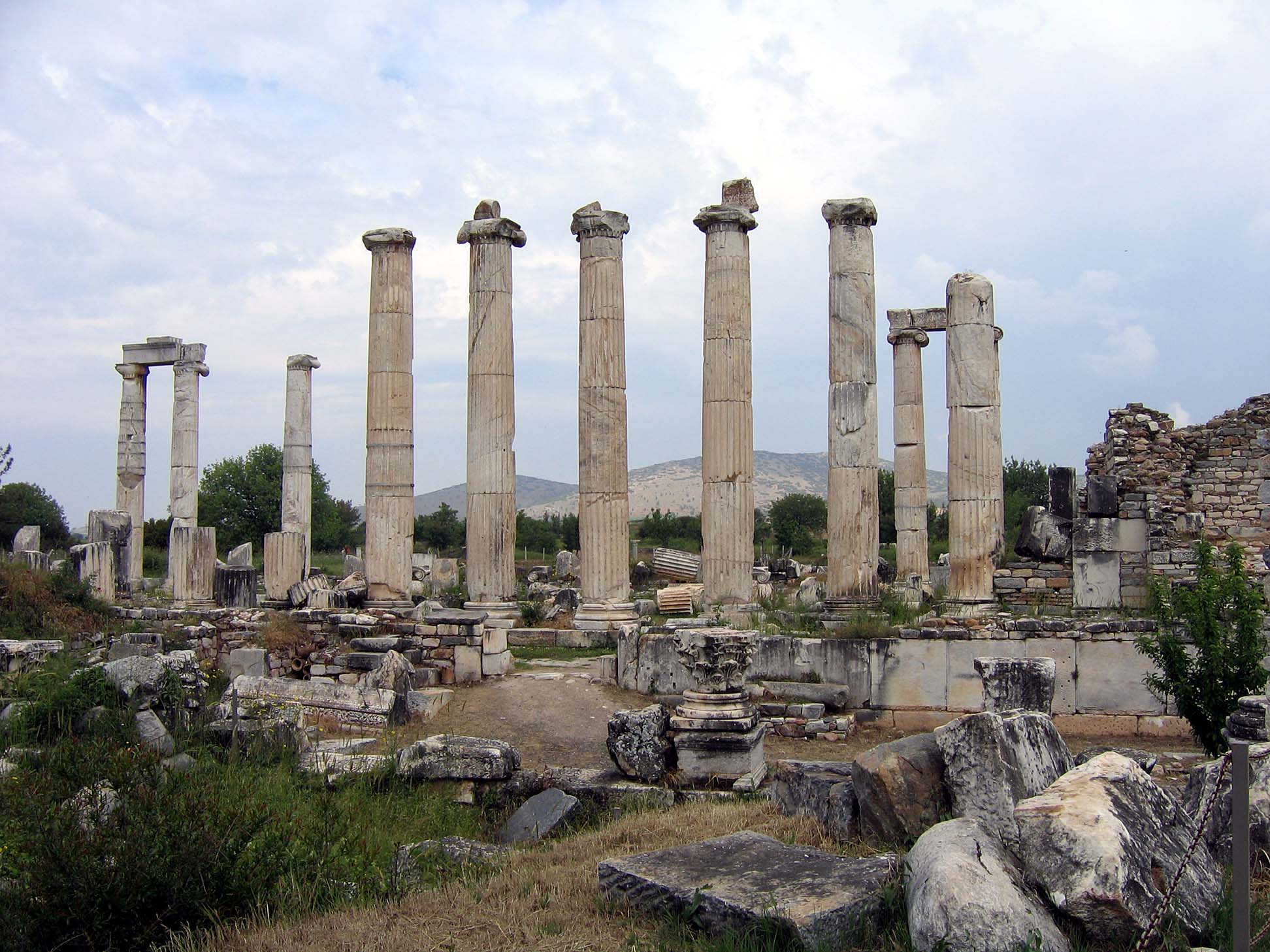
Храм Афродиты
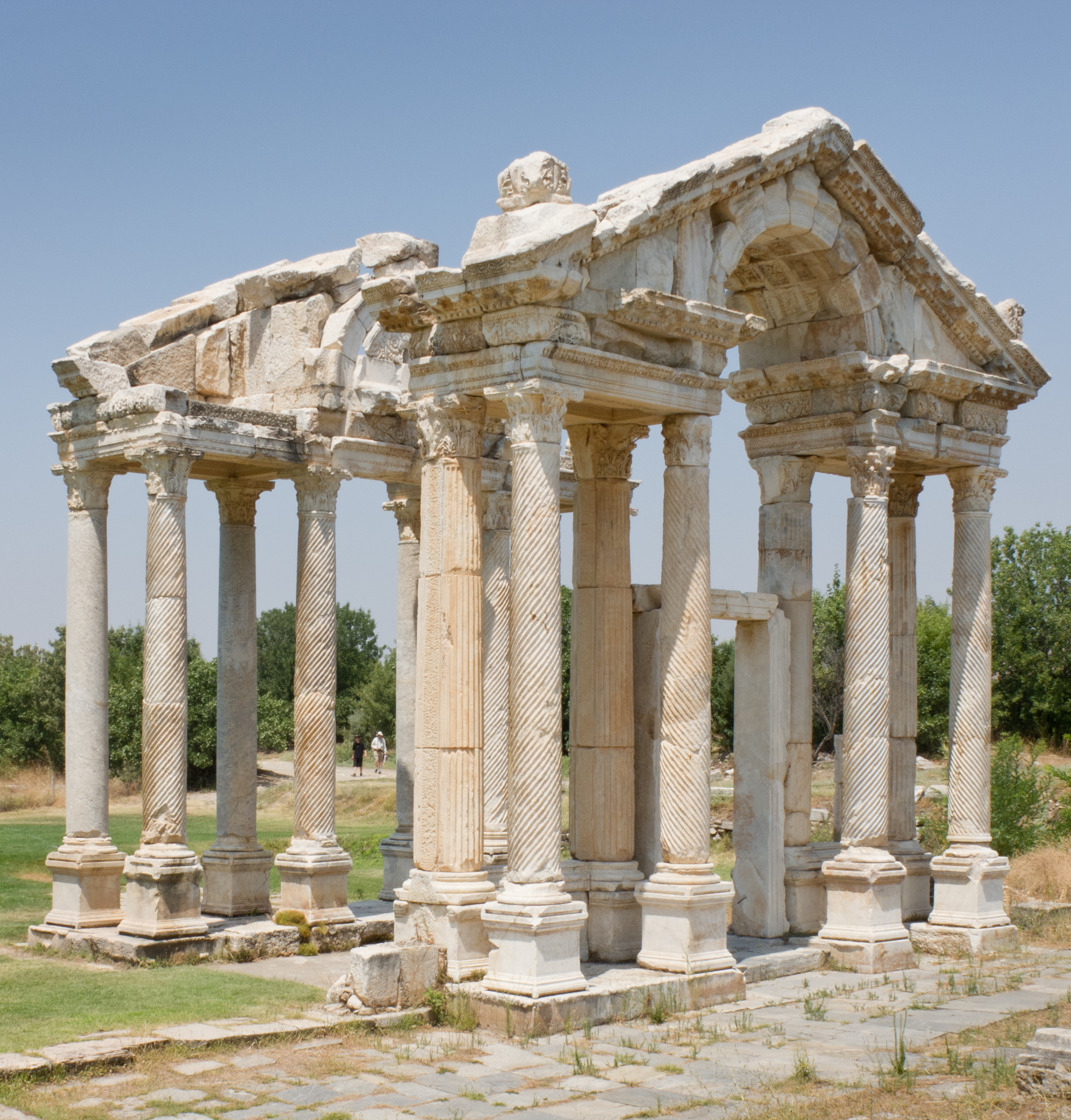
Ворота (арка)
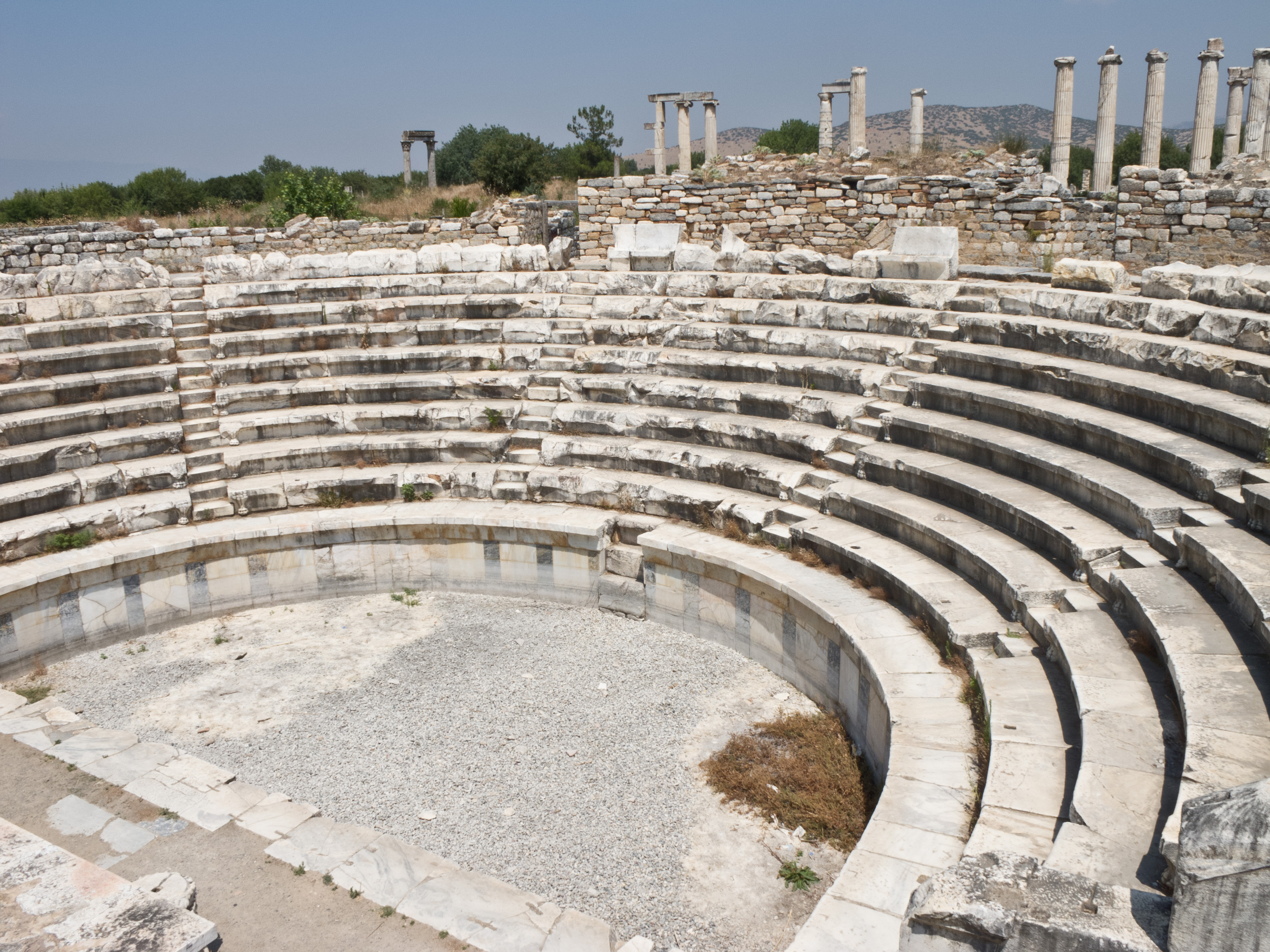
Одеон
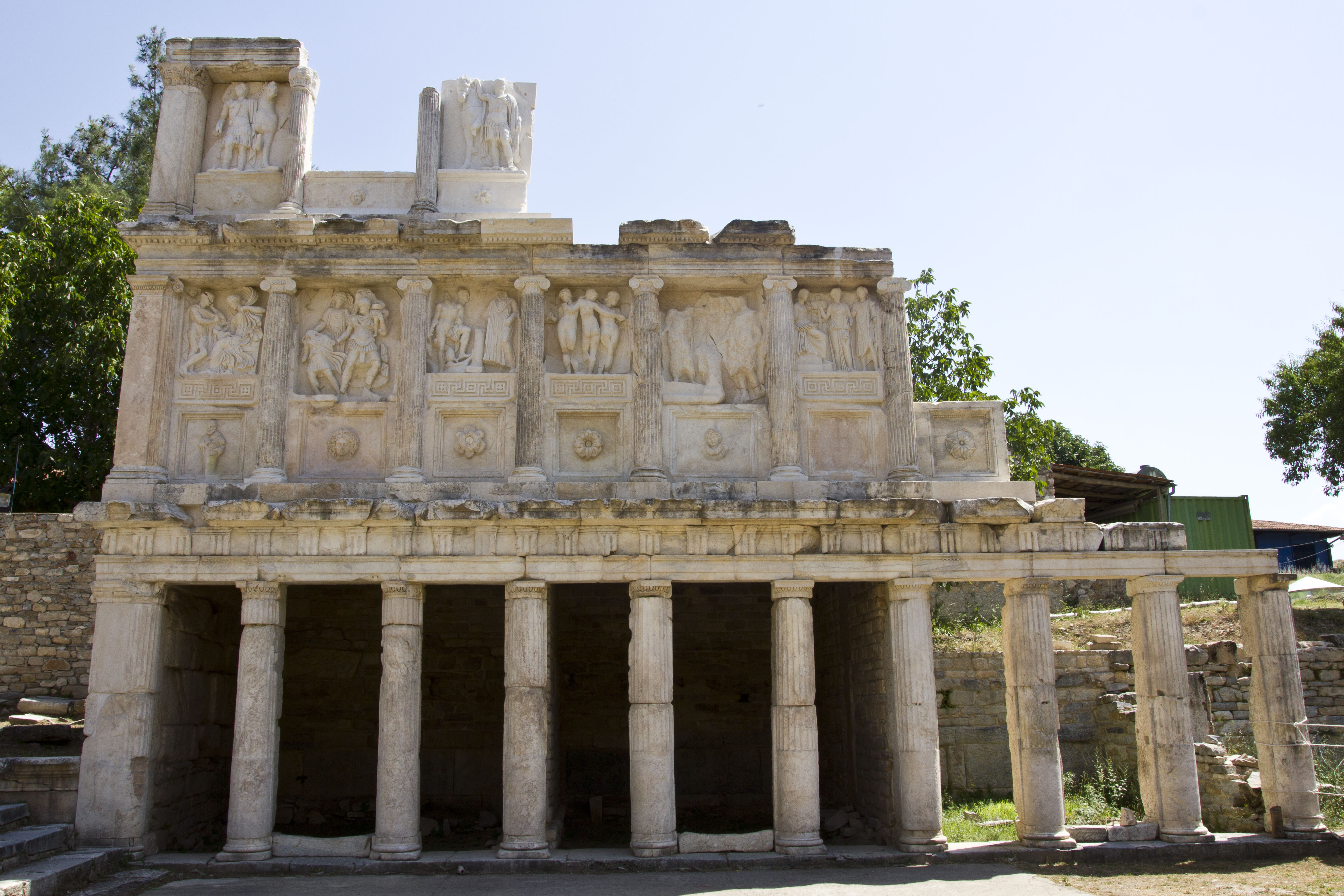
Августеум
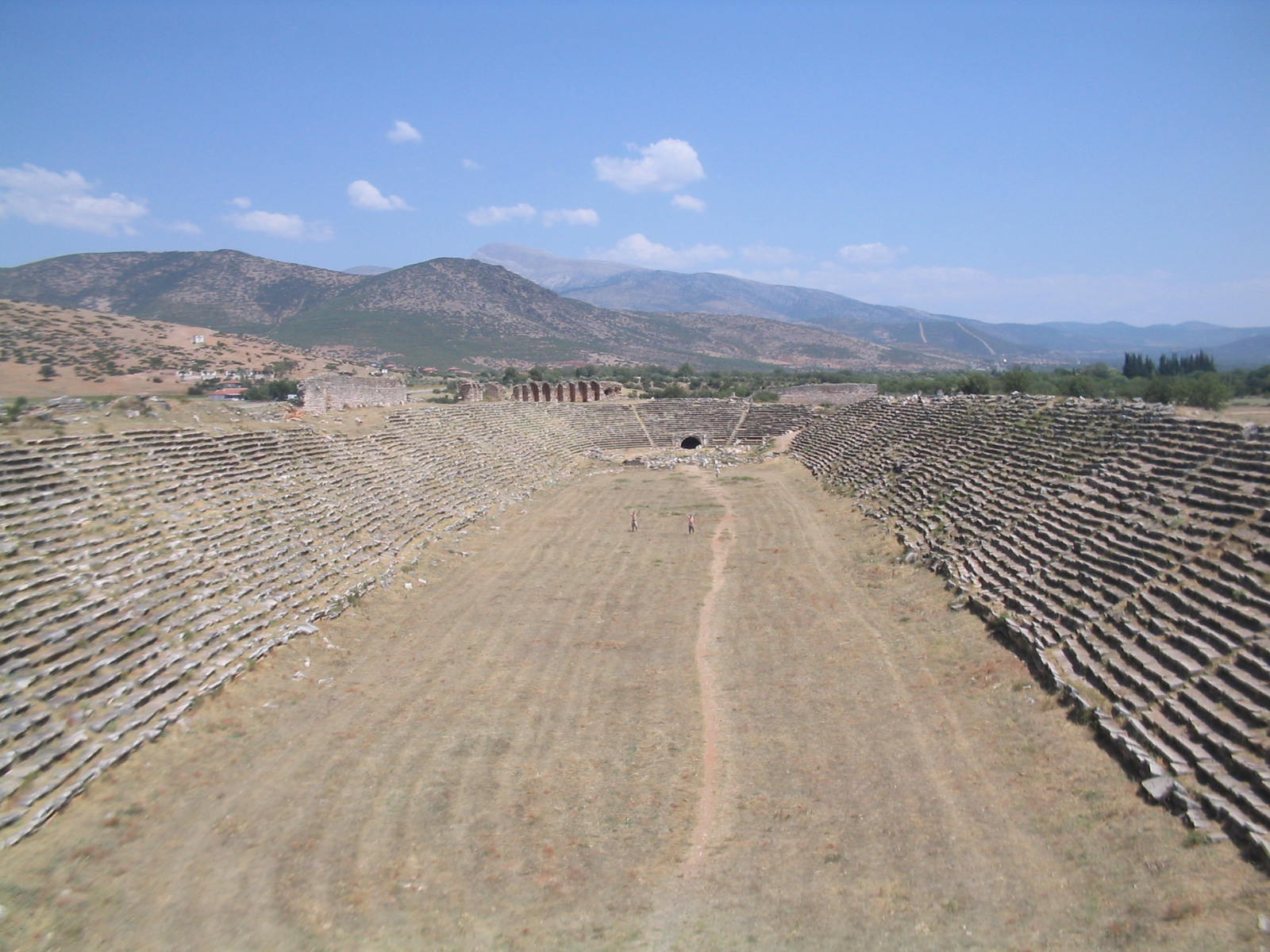
Стадион